# 정치의식
정치의식(政治意識)은 정치에 관한 생각, 믿음, 의견을 말한다.
오늘날 정치의식이라는 말이 빈번히 쓰여지게 되었으나 그것은 정치에 관하여 어떻게 생각하고 있는가 하는 단순한 의식만의 문제로서 그치지 않는다. 정치에 대한 것의 사고방식의 기초에는 그 사람이 가지고 있는 일정한 성격과 태도의 문제가 있으며 또한 그에 따른 일정한 행동양식이 있다. 따라서 정치의식이란 말이 사용되는 경우에도 그것은 정치에 대한 태도나 사고방법·느낌 및 행동방법 등을 한데 뭉쳐 말하는 일이 많다. 어느 것이나 그것은 정치에 있어 인간의 주관적·내면적인 측면을 문제로 하는 것으로서 더구나 그것은 극히 실증적·구체적인 행동의 관찰과 의식의 조사를 통해 그러한 측면을 명확히 하려 한 최근의 소위 행동과학적인 학문방법에 있어 강조되는 개념이다.

## 문제 영역
정치의식은 광의(廣義)로는 정치행동의 문제영역과 겹치나 좁은 의미로는 정치에 관한 사고방식이나 느끼는 점, 즉 정서·인식·평가·태도 등을 문제로 하는 것이다. 따라서 그것은 종래 정치적 이데올로기라 불리어 온 것과 밀접하게 관계된다. 그러나 정치적 이데올로기라고 하는 경우에는 예를 든다면 민주주의·사회주의·사회민주주의·보수주의·공산주의라고 말하는 하나의 줄거리를 가진 체계적 사상을 가리키며 그 내용과 사회적 배경 및 사상적 의의 내지 진위를 문제로 하는 일이 많아졌다.
이에 대해 정치의식이라고 하는 경우에는 개개의 구체적인 정치에 관한 의견을 취급할 뿐 아니라 그러한 의견이 대체로 어떠한 사고방식이나 태도 혹은 성격에 근거하고 있는가 하는 심리학적인 분석에 중점(重點)이 놓여져 정치에 있어서의 사상과 인간, 의식과 퍼스낼러티(개인의 성격·개성)와의 관계가 해명된다. 그래서 그러한 연구를 통하여 개인·국가·계층 등의 의식의 경향을 잡아 그것을 기본삼아 장래의 정치활동을 추측할 수 있는 확실한 지식을 얻는 일이 정치의식의 연구의 목적이다.

## 피라미드 형 구조
정치에 대한 의견과 태도 등을 여러 가지 방법으로 조사한 사람들은 정치의식이 어떠한 구조를 가지고 있는가에 대해서 가설(假說) 내지 모델을 만들고 있다. 이것은 분석이나 이해를 위해 만들어진 것으로서 실제의 조사를 근본으로 하여 만들어진 것이다. 그러나 그것은 가설에 지나지 않으므로 현실적으로 보아 맞지 않는 데가 있으면 자유로이 그것을 시정하여 더욱 완전한 것으로 해가지 않으면 안 된다. 그런데 정치의식의 구조의 모델로서 가장 유명한 것으로는 아이젠크(영국의 사회심리학자)가 만든 것이 있다. 그것에 의하면 정치의식은 피라미드 혹은 위계층형(位階層型)의 구조를 가지고 있어 피라미드 위쪽으로 가면 갈수록 통합적·포괄적으로 되고 아래쪽으로 가면 갈수록 개별적이고 흩어진 의견이라는 형태로 된다. 그의 『정치심리학』에 있는 모델을 차용한다면 그림 1과 같다.

### 개별적 의견의 레벨
정치의식 구조에는 네 가지의 다른 단계 내지 레벨이 있으며 그것은 서로 연결되어 있다. 그런데 그 정치적인 구조의 제일 밑의 단계에는 제각기 흩어진 여러 가지의 의견이 있으며 그러한 의견은 상호간 아무런 연결도 없고 또 그 의견을 품는 본인의 성격적 특성을 표현하고 있는 것도 아니다. 그러므로 다른 기회에 그 본인에게 같은 질문을 했다고 해서 같은 의견을 말한다고는 할 수 없다. 즉 그때그때 변한다고 하는 일관성이 없는 여러 가지 의견으로서 그러한 의견은 전혀 영속성이 없는 그때만의 것이므로 이것을 근거로 해서 즉시 그 의견을 갖는 본인의 퍼스낼러티나 이데올로기를 잡을 수는 없다. 이러한 레벨의 의견이 개별적(특정) 의견이다.

### 습관적 의견의 레벨
개별적 의견의 레벨 위에 속하는 고차(高次)의 레벨이 습관적 의견의 레벨이라 불리는 것으로서 이것은 그 본인이 품은 어느 정도 일관된 영속적인 의견으로서 그 의미로는 본인의 성격적 특성을 어느 정도 나타내는 것 같은 의견이다. 즉 예를 들면 다른 기회일지라도 마찬가지로 말하여지는 것으로서 개별적 의견과 같이 급히 되는 대로 변해 버리는 일은 없다. 즉 안정된 의견이고 따라서 대략 정확히 이것을 잡을 수 있다.

### 태도의 레벨
보다 고차적(高次的)인 레벨로서 한 계단 위에 태도의 레벨이 있다. 이 레벨에는 어느 문제에 대하여 하나의 어느 정도 안정된 의견이 있을(그것이 습관적 의견의 레벨이다) 뿐만 아니라 그 문제에 관하여 따로이 의견이 많은 경우 똑같은 확실한 의견이 존재하여 이것들의 여러 가지 의견이 짜여져 이 문제에 대한 일정한 태도가 형성되어 있다. 예를 들면 그러한 태도의 예로서 '반(反)유대주의'를 들 수 있다. 즉 이 레벨에는 의견은 고립적으로 흩어진 것으로서 생기(生起)하는 것이 아니고 같은 문제에 대한 다른 여러 가지 의견과 밀접히 관련되어 일정한 구조를 나타내게 된다.

### 이데올로기의 레벨
그러나 이러한 태도도 또한 단독적으로 존재하는 것이 아니다. 예를 든다면 아이젠크가 말한 바에 의하면 '반유대주의'라고 하는 태도를 가지고 있는 사람에 대해서는 그 밖에도 종교에 호의적인 태도, 매질이나 사형(死刑)을 시인하는 엄벌주의의 태도, 어린이의 교육에 대한 엄한 태도, 자신이 속하는 민족이나 국가를 훌륭한 것으로 믿는 애국주의적·자민족(自民族) 중심적 태도 등이 서로 맺어져서 한덩어리를 이루고 있는데 이러한 태도의 종합적 통일체제를 '초태도(超態度)' 혹은 '이데올로기'라고 편의상 부를 수 있다. 이상과 같은 여러 가지 태도에서 구성되어 있는 것이 소위 '보수주의(保守主義)'의 초태도 내지 이데올로기이다. 이리하여 정치의식은 피라미드 구조로 모델화되어 있다. 위로 오르면 오를수록 포괄적·통합적 구조를 나타내고 숫자상으로도 점점 소수로 짜여진다.

### 각 레벨의 조사
이상의 정치의식 구조의 모델로 나타난 각 단계 내지 레벨은 실제의 조사나 측정의 방법과 부합한다는 이점을 가지고 있다. 단순한 '세론조사(世論調査)'라고 불리는 것은 그림 1에서 설명하면 제일 밑의 레벨의 의견을 말한다. '태도 측정'이라고 불리는 것은 예를 들면 앞에서 말한 '반유대주의' 태도를 조사하는 경우와 같이 유대인에 관한 얼마간의 질문을 맞추어 의견을 묻고 그 결과로 해서 피질문자가 어느 정도 '반유대주의'의 태도를 가지고 있는가를 측정할 수 있다.
그러나 이데올로기 단계의 측정이라고 하면 그것은 더 한층 복잡한 방법이 필요하게 된다. 즉 어떤 의견과 또 다른 의견 혹은 어떤 태도와 다른 태도의 사이에 어느 정도의 친근성 혹은 상관관계가 있는가를 측정하고 그 '상관계수(相關係數)'를 구해서 그런 것들을 매듭짓는 것 같은 소위'인자분석(因子分析)' 등의 방법을 써서 태도나 이데올로기의 존재 및 성격이 검출된다. 이리하여 정치의식은 어느 정도 과학적으로 측정할 수 있게 되었다.

## 같이 보기
- 계급의식
- 정체성 정치
- 워크 (낱말)